# 14794 Konetskiy
14794 Konetskiy è un asteroide della fascia principale. Scoperto nel 1976, presenta un'orbita caratterizzata da un semiasse maggiore pari a 3,0213635 UA e da un'eccentricità di 0,1098419, inclinata di 9,64111° rispetto all'eclittica.